# Cantó de Moirans-en-Montagne
El cantó de Moirans-en-Montagne és un cantó francès del departament del Jura, situat al districte de Saint-Claude. Té 16 municipis i el cap és Moirans-en-Montagne.

## Municipis
- Chancia
- Charchilla
- Châtel-de-Joux
- Coyron
- Crenans
- Les Crozets
- Étival-les-Ronchaux
- Jeurre
- Lect
- Maisod
- Martigna
- Meussia
- Moirans-en-Montagne
- Montcusel
- Pratz
- Villards-d'Héria

## Història
| Data d'elecció                           | Identitat              | Partit                                     | Qualitat |
| ---------------------------------------- | ---------------------- | ------------------------------------------ | -------- |
| 1945-1949                                | M. Perrier             | PCF                                        |          |
| 1949-1955                                | M. Delatour            | PPUS, després MRP                          |          |
| 1955-1965                                | M. Clerc               | radical                                    |          |
| 1965-1973                                | Jean Vincent           | Divers gauche                              |          |
| 1973-1985                                | Charles Favre          | divers droite, després UDF-CDS             |          |
| 1985-2001                                | Jean Burdeyron         | divers droite, després UDF-DL, després RPR |          |
| 2001-2011                                | Marie-Christine Dalloz | UMP                                        |          |
| 2011-                                    | Jean Burdeyron         | CNPT                                       |          |
| les dades anteriors no són pas conegudes |                        |                                            |          |
|                                          |                        |                                            |          |